# Naunspitze
Die Naunspitze ist ein 1633 m ü. A. hoher Gipfel im Kaisergebirge in Österreich. Die Naunspitze gehört zum Gebiet des Zahmen Kaisers im Norden des Kaisergebirges. Von Westen betrachtet ist sie der erste eigenständige Gipfel des Hauptkamms. Nach Süden fällt sie schrofig ab. Nach Norden bricht sie mit einer steilen Felswand ab, die das Inntal bei Ebbs überragt. Östlich der Naunspitze folgt im Kamm das Petersköpfl (1745 m ü. A.), von dem die Naunspitze durch eine kleine Scharte getrennt ist.

## Zustiege
Erreichbar ist die Naunspitze unschwierig über den markierten Normalweg von der Vorderkaiserfeldenhütte im Südwesten in 45 Minuten, oder vom Petersköpfl in 20 Minuten. Über die Südwestflanke kann man in leichter Kletterei (I, Stellen II) zum Gipfel steigen. Durch die Nord- und Westabbrüche führen einige alpine Kletterrouten ab dem III. Schwierigkeitsgrad nach UIAA.